# Cheiracanthium kenyaense
Cheiracanthium kenyaense is een spinnensoort uit de familie Cheiracanthiidae.
De wetenschappelijke naam van de soort werd in 2007 als "Cheiracanthium kenyaensis" (met onjuiste uitgang) gepubliceerd door Lotz.